# Organisations considérées comme terroristes par le département d'État des États-Unis
Le département d'État américain a fait paraître deux listes des organisations qu'il considère comme terroristes :
- une concernant les organisations terroristes elles-mêmes ;
- une concernant d'autres organisations et celles qui les soutiennent.

## Foreign Terrorist Organizations(Organisations terroristes étrangères)
Cette liste ne regroupe que les organisations étrangères aux États-Unis (Foreign Terrorist Organizations). Cette liste est mise en place en 1995 et est remise à jour tous les ans.
- Abu Sayyaf (Al-Harakat al-Islamiyya)
- Al-Jama’a al-Islamiyyah al-Muqatilah bi-Libya
- Al-Qaïda
- Al-Qaïda au pays du Maghreb islamique (GSPC)
- Al-Qaida dans la péninsule arabique
- Al-Shabaab
- Ansar al-Charia (Benghazi)
- Ansar al-Charia (Derna) (en)
- Ansar al-Charia (Tunisie)
- Ansar Bait al-Maqdis
- Ansar Dine
- Ansaru
- Armée de l'Islam
- Armée des hommes de la Naqshbandiyya
- Asbat al-Ansar
- Aum Shinrikyo
- Bataillon kurde d'Al-Qaïda (en)
- Boko Haram
- Brigades Abdullah Azzam
- Brigades des martyrs d'Al-Aqsa
- Conseil de la choura des moudjahidines des environs de Jérusalem
- Continuity Irish Republican Army
- Ejército de Liberación Nacional (ELN)
- Epanastatiki Organosi Dekaefta Noemvri
- Epanastatikós Agónas
- État islamique (ex Al-Qaida en Irak)
- État islamique - Province du Khorassan
- État islamique en Libye
- Euskadi ta Askatasuna (ETA)
- Forces armées révolutionnaires de Colombie (FARC)
- Forces unies d'autodéfense de Colombie (AUC)
- Front de libération de la Palestine (FLP)
- Front populaire de libération de la Palestine (FPLP)
- Front populaire de libération de la Palestine-Commandement général
- Gamaa al-Islamiya (Égypte)
- Hamas
- Harkat-ul-Jihad-al-Islami (HUJI)
- Harakat ul-Jihad-i-Islami/Bangladesh (HUJI-B)
- Harakat ul-Mujahidin (HUM)
- Hezbollah
- Jaish-e-Mohammed
- Jamaah Ansharut Tauhid (en)
- Jemaah Islamiyah (Indonésie)
- Jihad islamique palestinien
- Joundallah
- Kahane Chai (Kach)
- Kataeb Hezbollah
- Kongra-GEL (KADEK, Partiya Karkerên Kurdistan, PKK)
- Lashkar-e-Jhangvi
- Lashkar-e-Toiba
- Al-Mourabitoune
- Moudjahidin indiens
- Mouvement islamique d'Ouzbékistan (MIO)
- Mujahedin-e Khalq
- Organisation Abou Nidal
- Parti-Front de libération du peuple révolutionnaire (DHKP-C)
- Parti communiste des Philippines (New People's Army)
- Real Irish Republican Army
- Réseau Haqqani
- Sendero Luminoso
- Tigres de libération de l'Eelam tamoul
- Tehrik-e Taliban Pakistan
- Union Jihad islamique (en)
- Jewish Defense League

Certains groupes ne figurent plus sur cette liste :
- Armée rouge japonaise
- Autodéfenses unies de Colombie
- Front patriotique Manuel Rodríguez
- Front démocratique pour la libération de la Palestine
- Groupe islamique armé (GIA)
- Groupe islamique combattant en Libye
- Groupe islamique combattant marocain (GICM)
- Khmer rouge
- Mouvement révolutionnaire Tupac Amaru
- Noyaux révolutionnaires (en)
- Organisation des moudjahiddines du peuple iranien
- Organisation révolutionnaire du 17-Novembre

## Terrorist Exclusion List
À la suite du Patriot Act de 2001, le département d'État a fait paraître une seconde liste d'organisations terroristes et d'entreprises qui les soutiennent, la Terrorist Exclusion List. Les membres de ces organisations sont interdits de séjour sur le sol américain.
- Afghan Support Committee
- Al Taqwa Trade, Property and Industry Company Ltd.
- Al-Hamati Sweets Bakeries
- Al-Ittihad al-Islami (AIAI)
- Al-Manar
- Al-Ma’unah
- Al-Nur Honey Center
- Al-Rashid Trust
- Al-Shifa Honey Press for Industry and Commerce
- Al-Wafa al-Igatha al-Islamia
- Alex Boncayao Brigade (ABB)
- Forces démocratiques alliées (FDA)
- Anarchist Faction for Overthrow
- Armée de libération du Rwanda (ALIR) (Interahamwe, Forces armées rwandaises)
- Armée de résistance du Seigneur (ARS)
- Armée islamique d'Aden
- Armée rouge japonaise (JRA)
- Babbar Khalsa International
- Bank Al Taqwa Ltd. (a.k.a. Al Taqwa Bank; a.k.a. Bank Al Taqwa)
- Black Star
- Brigades rouges-Parti communiste combattant (BR-PCC)
- Continuity Irish Republican Army (Continuity Army Council)
- Darkazanli Company
- Dhamat Houmet Daawa Salafia
- Groupe islamique combattant en Libye
- Groupe islamique combattant marocain
- Groupe salafiste pour la prédication et le combat (GSPC)
- Groupes de résistance antifasciste du premier octobre (GRAPO)
- Harakat-ul-Jihad-ul-Islami
- Hezbollah turc
- International Sikh Youth Federation
- Islamic International Brigade
- Islamic Renewal and Reform Organization
- Jaish-e-Mohammed
- Jamiat al-Ta’awun al-Islamiyya
- Jamiat ul-Mujahideen (JUM)
- Jayshullah
- Jerusalem Warriors
- Lashkar-e-Tayyiba
- Loyalist Volunteer Force (LVF)
- Maktab al-Khadamāt
- Parti islamique du Turkestan
- Nada Management Organization
- New People's Army (NPA)
- Nucleo Proletario Rivoluzionario
- Orange Volunteers (OV)
- Parti communiste du Népal (maoïste) (United Revolutionary People’s Council, People’s Liberation Army of Nepal)
- People Against Gangsterism and Drugs (PAGAD)
- Red Hand Defenders (RHD)
- Revival of Islamic Heritage Society
- Revolutionary United Front (RUF)
- Riyadus-Salikhin Reconnaissance and Sabotage Battalion of Chechen Martyrs
- Special Purpose Islamic Regiment
- The Pentagon Gang
- Ulster Defence Association (Ulster Freedom Fighters)
- Ummah Tameer E-Nau (UTN)
- Usbat al-Ansar
- Youssef M. Nada & Co. Gesellschaft M.B.H.

## Autres groupes
En dehors de ces deux listes, le département d'État publie une liste de 43 organisations qu'il juge terroristes
- Al-Badhr Mujahedin (al-Badr)
- Al-Ittihad al-Islami (AIAI)
- Alex Boncayao Brigade (ABB)
- Anti-Imperialist Territorial Nuclei (NTA)
- Cambodian Freedom Fighters (CFF)
- Parti communiste d'Inde (maoïste)
- Communist Party of Nepal (Maoist)/United People’s Front
- Forces démocratiques de libération du Rwanda (FDLR)
- Parti islamique du Turkestan
- Groupes de résistance antifasciste du premier octobre (GRAPO)
- Harkat-ul-Jihad-al-Islami (HUJI)
- Harkat-ul-Jihad-al-Islami/Bangladesh (HUJI-B)
- Hizb-I Islami Gulbuddin (HIG)
- Hizbul-Mujahedin (HM)
- Irish National Liberation Army (INLA)
- Irish Republican Army (IRA)
- Jaych Aden Al Islami-Abyane (IAA)
- İslami Büyükdoğu Akıncılar Cephesi (IBDA-C)
- Islamic International Peacekeeping Brigade (IIPB)
- Jamaatul-Mujahedin Bangladesh (JMB)
- Jamiat ul-Mujahedin (JUM)
- Armée rouge japonaise (JRA)
- Kumpulan Mujahedin Malaysia (KMM)
- Lord’s Resistance Army (LRA)
- Loyalist Volunteer Force (LVF)
- Nuove Brigate Rosse/Partito Comunista Combattente (BR/PCC)
- People Against Gangsterism and Drugs (PAGAD)
- Rajah Solaiman Movement (RSM)
- Red Hand Defenders (RHD)
- Revolutionary Proletarian Initiative Nuclei (NIPR)
- Epanastatikós Agónas
- Riyadus-Salikhin Reconnaissance and Sabotage
- Battalion of Chechen Martyrs (RSRSBCM)
- Sipah-I-Sahaba/Pakistan (SSP)
- Special Purpose Islamic Regiment (SPIR)
- Al-Tawhid w’al Jihad (TWJ)
- Tenrik Mifaz-E-Shariah Mohammadi (TNSM)
- Tunisian Combatant Group (TCG)
- Movimiento Revolucionario Tupac Amaru (MRTA)
- Hezbollah turc
- Ulster Defence Association/Ulster Freedom Fighters (UDA/UFF)
- Ulster Volunteer Force (UVF)
- United Liberation Front of Assam (ULFA)

## Groupes anciennement considérés comme terroristes
- Epanastatiki Pirines, FTO[4].

- al-Jihad, FTO[4]

- UÇK
- Hayat Tahrir al-Cham ou Front al-Nosra, FTO[5]